# Matthew Mills
Matthew Mills, detto Matt (Swindon, 14 luglio 1986), è un ex calciatore inglese, di ruolo difensore.

## Carriera
Ha giocato nella seconda divisione inglese e nella prima divisione indiana.

## Statistiche

### Presenze e reti nei club
| Stagione                 | Club                     | Campionato               | Campionato | Campionato | Coppe nazionali | Coppe nazionali | Coppe nazionali | Coppe continentali | Coppe continentali | Coppe continentali | Supercoppe | Supercoppe | Supercoppe | Totale | Totale |
| Stagione                 | Club                     | Comp                     | Pres       | Reti       | Comp            | Pres            | Reti            | Comp               | Pres               | Reti               | Comp       | Pres       | Reti       | Pres   | Reti   |
| ------------------------ | ------------------------ | ------------------------ | ---------- | ---------- | --------------- | --------------- | --------------- | ------------------ | ------------------ | ------------------ | ---------- | ---------- | ---------- | ------ | ------ |
| 2015-2016                | Nottingham Forest        | FLC                      | 42         | 5          | FACup+CdL       | 0+0             | 0+0             | -                  | -                  | -                  | -          | -          | -          | 42     | 5      |
| 2016-2017                | Nottingham Forest        | FLC                      | 27         | 1          | FACup+CdL       | 0+3             | 0+0             | -                  | -                  | -                  | -          | -          | -          | 30     | 1      |
| 2017-gen.2018            | Nottingham Forest        | FLC                      | 13         | 0          | FACup+CdL       | 1+1             | 0+0             | -                  | -                  | -                  | -          | -          | -          | 15     | 0      |
| Totale Nottingham Forest | Totale Nottingham Forest | Totale Nottingham Forest | 82         | 6          |                 | 5               | 0               |                    | -                  | -                  |            | -          | -          | 87     | 6      |
| gen.-giu. 2018           | Barnsley                 | FLC                      | 4          | 0          | FACup+CdL       | -               | -               | -                  | -                  | -                  | -          | -          | -          | 4      | 0      |
| 2018-2019                | Pune City                | ISL                      | 15         | 1          | SC              | 2               | 0               | -                  | -                  | -                  | -          | -          | -          | 17     | 1      |
| 2019-2020                | Forest Green             | FL2                      | 19         | 0          | FACup+FLT       | 1+1             | 0+0             | -                  | -                  | -                  | -          | -          | -          | 21     | 0      |
| Totale Carriera          | Totale Carriera          | Totale Carriera          | 120        | 7          |                 | 9               | 0               |                    | -                  | -                  |            | -          | -          | 129    | 7      |